# 徳光ゆう子
徳光 ゆう子（とくみつ ゆうこ）は、埼玉県在住のタレント、お弁当作家。ハンドルネームは「ムク」。エイアールリレーションズ所属。

## 略歴
2007年3月に自らの作品を掲載するブログ「のんびり日記～ムクのキャラ弁～」を開設。
2007年8月〜2009年2月テレビ東京「ロンブーの怪傑!トリックスター」において、キャラ弁を扱ったクイズコーナー「トリックキャラ弁」の問題用キャラ弁を作る。

## 主な出演／キャラ弁制作

### テレビ
- MUSIC JAPAN(NHK)キャラ弁講師
- プレキソ英語(NHK)キャラ弁制作
- PON!(日本テレビ)キャラ弁制作
- 袋とじシアター(日本テレビ)キャラ弁制作
- 世界まる見え!テレビ特捜部(日本テレビ)キャラ弁制作
- 弟子っちょピカ丸(日本テレビ)出演
- サタデーバリューフィーバーはじめてグランプリ(日本テレビ)キャラ弁制作／審査員
- 王様のブランチ（TBS）出演
- イブニング5（TBS）出演
- モーニングバード(テレビ朝日)出演
- ロンブーの怪傑!トリックスター(テレビ東京)レギュラー出演
- 朝はビタミン!(テレビ東京)出演
- それいけ!アンパンマンくらぶ(BS日テレ)レギュラー出演

### 映画
- 行け!男子高校演劇部キャラ弁制作

### ラジオ
- 吉田照美 ソコダイジナトコ(文化放送)出演

## 主な出版物
- 『かんたんかわいいムクのキャラ弁日記』（講談社）

## 注記
1. ↑  "ロンブーの怪傑!トリックスター". 8 September 2007. テレビ東京。 {{cite episode}}: |series=は必須です。 (説明)